# Palo Verde
Palo Verde is een plaats (census-designated place) in de Amerikaanse staat Californië, en valt bestuurlijk gezien onder Imperial County.

## Demografie
Bij de volkstelling in 2000 werd het aantal inwoners vastgesteld op 236.

## Geografie
Volgens het United States Census Bureau beslaat de plaats een oppervlakte van
1,5 km², geheel bestaande uit land.

## Plaatsen in de nabije omgeving
De onderstaande figuur toont nabijgelegen plaatsen in een straal van 56 km rond Palo Verde.